# Liste der Chief Minister von Maharashtra
Die folgende Tabelle listet die Chief Minister von Maharashtra mit Amtszeit und Parteizugehörigkeit auf. Bis zum 1. Mai 1960 stand der Chief Minister dem Bundesstaat Bombay vor, der auch das Gebiet des damals abgespaltenen Bundesstaates Gujarat mit umfasste. Da Maharashtra Rechtsnachfolger wurde, sind sie hier mit aufgeführt.
| #  | Name                          | Amtsantritt        | Ende der Amtszeit  | Partei                         |
| 1  | Bal Gangadhar Kher            | 15. August 1947    | 20. April 1952     | Indischer Nationalkongress     |
| 2  | Morarji Desai                 | 21. April 1952     | 31. Oktober 1956   | Indischer Nationalkongress     |
| 3  | Yeshwantrao Balwantrao Chavan | 1. November 1956   | 18. November 1962  | Indischer Nationalkongress     |
| 4  | Marotrao Sambashio Kannamwar  | 19. November 1962  | 25. November 1963  | Indischer Nationalkongress     |
| 5  | Vasantrao Phulsing Naik       | 5. Dezember 1963   | 19. Februar 1975   | Indischer Nationalkongress     |
| 6  | Shankarrao Bhaorao Chavan     | 20. Februar 1975   | 31. März 1977      | Indischer Nationalkongress     |
| 7  | Vasantrao Patil               | 1. April 1977      | 17. Juli 1978      | Indischer Nationalkongress     |
| 8  | Sharad Pawar                  | 18. Juli 1978      | 16. Februar 1980   | Indian National Congress (Urs) |
|    | (President’s rule)            | 17. Februar 1980   | 8. Juni 1980       |                                |
| 9  | Abdul Rehman Antulay          | 9. Juni 1980       | 19. Januar 1982    |                                |
| 10 | Babasaheb Anantrao Bhosale    | 20. Januar 1982    | 1. Februar 1983    |                                |
| 11 | Vasantrao Patil               | 2. Februar 1983    | 1. Juni 1985       |                                |
| 12 | Shivajirao Patil Nilangekar   | 2. Juni 1985       | 12. März 1986      | Indischer Nationalkongress     |
| 13 | Shankarrao Bhaorao Chavan     | 13. März 1986      | 24. Juni 1988      | Indischer Nationalkongress     |
| 14 | Sharad Pawar                  | 25. Juni 1988      | 24. Juni 1991      | Indischer Nationalkongress     |
| 15 | Sudhakarrao Naik              | 25. Juni 1991      | 2. März 1993       |                                |
| 16 | Sharad Pawar                  | 3. März 1993       | 13. März 1995      | Indischer Nationalkongress     |
| 17 | Manohar Joshi                 | 14. März 1995      | 31. Januar 1999    | Shiv Sena                      |
| 18 | Narayan Rane                  | 1. Februar 1999    | 17. Oktober 1999   | Shiv Sena                      |
| 19 | Vilasrao Deshmukh             | 18. Oktober 1999   | 17. Januar 2003    | Indischer Nationalkongress     |
| 20 | Sushil Kumar Shinde           | 18. Januar 2003    | 31. Oktober 2004   | Indischer Nationalkongress     |
| 21 | Vilasrao Deshmukh             | 1. November 2004   | 4. Dezember 2008   | Indischer Nationalkongress     |
| 22 | Ashok Chavan                  | 5. Dezember 2008   | 9. November 2010   | Indischer Nationalkongress     |
| 23 | Prithviraj Chavan             | 11. November 2010  | 26. September 2014 | Indischer Nationalkongress     |
|    | (President’s rule)            | 27. September 2014 | 31. Oktober 2014   |                                |
| 24 | Devendra Fadnavis             | 31. Oktober 2014   | 11. November 2019  | Bharatiya Janata Party         |
|    | (President’s rule)            | 12. November 2019  | 23. November 2019  |                                |
| 25 | Devendra Fadnavis             | 23. November 2019  | 26. November 2019  | Bharatiya Janata Party         |
| 26 | Uddhav Thackeray              | 28. November 2019  | 29. Juni 2022      | Shiv Sena                      |
| 27 | Eknath Shinde                 | 30. Juni 2022      | 5. Dezember 2024   | Shiv Sena                      |
| 27 | Devendra Fadnavis             | 5. Dezember 2024   | im Amt             | Bharatiya Janata Party         |